# Sciurus spadiceus
Sciurus spadiceus е вид бозайник от семейство Катерицови (Sciuridae).

## Разпространение
Видът е разпространен в Боливия, Бразилия, Еквадор, Колумбия и Перу.